# Arrows A11
Az Arrows A11 egy Formula–1-es versenyautó, amellyel az Arrows csapat versenyzett az 1989-es és 1990-es Formula–1 világbajnokság során, valamint a Footwork Arrows névre átnevezett csapat autója is ez volt az 1991-es idény első versenyein. Pilótái 1989-ben Derek Warwick és Eddie Cheever voltak, illetve az előbbit egy verseny erejéig helyettesítő Martin Donnelly. 1990-ben és 1991-ben Alex Caffi és Michele Alboreto vezethette az autókat, kivéve két versenyt, ahol Caffi helyére Bernd Schneider ült be. 

## Áttekintés
A Ross Brawn által tervezett autó az első járműve volt a csapatnak, amelyet a turbómotorok betiltása után, szívómotorokkal szereltek, mégpedig a Ford-Cosworth DFR motorokkal. Nem is szerepeltek rosszul 1989-ben, Warwick öt alkalommal is pontot tudott szerezni, sőt Kanadában még a győzelemre is esélyes lehetett volna, ha nem esik ki. Cheever a hazai versenyén, a Phoenixben megtartott amerikai nagydíjon harmadik lett. 13 megszerzett pontjával a csapat a konstruktőri hetedik helyen végzett.
1990-re az autó csak kisebb fejlesztéseket kapott, főként a felfüggesztés környékén, és ezt a változatot nevezték A11B-nek. Az eredmények már kevésbé voltak sikeresek, ugyanis többször az is megesett, hogy az Alboreto-Caffi pilótapáros kvalifikálni sem tudta magát a versenyre. Egyedül Monacóban szereztek pontot Caffi által, azt is csak a sok kieső miatt. Caffinak két versenyt ki is kellett hagynia sérülés miatt, ezért ült be a helyére Schneider.
1991 elejére a csapatot megvásárolta a japán Footwork konszern, és a nevükre vették. A Ford motortól megváltak, a helyére a Porsche vadonatúj, V12-es motorját szerezték meg. Ezzel viszont volt egy kis gond, jelesül az új autóba, az FA12-esbe nem fért bele a motor, így át kellett tervezni. Azért, hogy addig is tudjanak versenyezni, áttervezték az A11-est, ezúttal A11C helyett, és belerakták a Porsche-motorokat. Ezekkel indultak a szezon első két versenyén, illetve Alboreto még Imolában is, miután összetörte az új autóját. Az elavult autó a bevetése alatt mindösszesen egyszer tudta magát kvalifikálni.

## Eredmények
(félkövér jelöli a pole pozíciót, dőlt betű a leggyorsabb kört)
| Év   | Csapat                          | Kasztni                | Motor        | Gumik | Pilóták          | 1   | 2   | 3   | 4   | 5   | 6   | 7   | 8   | 9   | 10  | 11  | 12  | 13  | 14  | 15  | 16  | Pontok | Helyezés |
| ---- | ------------------------------- | ---------------------- | ------------ | ----- | ---------------- | --- | --- | --- | --- | --- | --- | --- | --- | --- | --- | --- | --- | --- | --- | --- | --- | ------ | -------- |
| 1989 | Arrows Grand Prix International | Arrows A11             | Ford DFR     | G     |                  | BRA | SMR | MON | MEX | USA | CAN | FRA | GBR | GER | HUN | BEL | ITA | POR | ESP | JPN | AUS | 13     | 7.       |
| 1989 | Arrows Grand Prix International | Arrows A11             | Ford DFR     | G     | Derek Warwick    | 5   | 5   | KI  | KI  | KI  | KI  |     | 9   | 6   | 10  | 6   | KI  | KI  | 9   | 6   | KI  | 13     | 7.       |
| 1989 | Arrows Grand Prix International | Arrows A11             | Ford DFR     | G     | Martin Donnelly  |     |     |     |     |     |     | 12  |     |     |     |     |     |     |     |     |     | 13     | 7.       |
| 1989 | Arrows Grand Prix International | Arrows A11             | Ford DFR     | G     | Eddie Cheever    | KI  | 9   | 7   | 7   | 3   | KI  | 7   | NK  | 12  | 5   | KI  | NK  | KI  | KI  | 8   | KI  | 13     | 7.       |
| 1990 | Arrows Grand Prix International | Arrows A11 Arrows A11B | Ford DFR     | G     |                  | USA | BRA | SMR | MON | CAN | MEX | FRA | GBR | GER | HUN | BEL | ITA | POR | ESP | JPN | AUS | 2      | 9.       |
| 1990 | Arrows Grand Prix International | Arrows A11 Arrows A11B | Ford DFR     | G     | Michele Alboreto | 10  | KI  | NK  | NK  | KI  | 17  | 10  | KI  | KI  | 12  | 13  | 12  | 9   | 10  | KI  | NK  | 2      | 9.       |
| 1990 | Arrows Grand Prix International | Arrows A11 Arrows A11B | Ford DFR     | G     | Bernd Schneider  | 12  |     |     |     |     |     |     |     |     |     |     |     |     | NK  |     |     | 2      | 9.       |
| 1990 | Arrows Grand Prix International | Arrows A11 Arrows A11B | Ford DFR     | G     | Alex Caffi       |     | KI  | NK  | 5   | 8   | NK  | KI  | 7   | 9   | 9   | 10  | 9   | 13  |     | 9   | NK  | 2      | 9.       |
| 1991 | Footwork Arrows Racing          | Footwork A11C          | Porsche 3512 | G     |                  | USA | BRA | SMR | MON | CAN | MEX | FRA | GBR | GER | HUN | BEL | ITA | POR | ESP | JPN | AUS | 0      | -        |
| 1991 | Footwork Arrows Racing          | Footwork A11C          | Porsche 3512 | G     | Alex Caffi       | NK  | NK  |     |     |     |     |     |     |     |     |     |     |     |     |     |     | 0      | -        |
| 1991 | Footwork Arrows Racing          | Footwork A11C          | Porsche 3512 | G     | Michele Alboreto | KI  | NK  | NK  |     |     |     |     |     |     |     |     |     |     |     |     |     | 0      | -        |